# Herly (Somme)
Herly é uma comuna francesa na região administrativa de Altos da França, no departamento de Somme. Estende-se por uma área de 3,75 km². Em 2010 a comuna tinha 44 habitantes (densidade: 11,7 hab./km²).